# Rascal Flatts
Rascal Flatts — американская кантри-группа. Основана в 2000 году в Огайо. Названа лучшей кантри-группой десятилетия 2000-х гг (Decade Award), когда было продано более 25 млн. копий её альбомов, а 4 из них были №1 в национальном хит-параде Billboard 200.

## История
Основана в 2000 году в городе Колумбус, Огайо. Группа состоит из 3 членов: Gary LeVox (вокал), Jay DeMarcus (бас-гитара, клавишные, фортепиано, вокал) и JoeDon Rooney (гитара, вокал).
В 2000—2010 гг группа Rascal Flatts записывалась на диснеевской звукозаписывающей студии Lyric Street Records и все вышедшие в это время альбомы стали платиновыми согласно сертификации RIAA, а 4 из них возглавляли национальный хит-парад Billboard 200. Сингл «I’m Movin’ On» получил награду Академии кантри-музыки ACM Awards в престижной категории «Лучшая песня года» (Song of the Year).

## Дискография

### Альбомы
| Rascal Flatts                                                           | - Первый студийный альбом - Релиз: 6.6.2000 - Label: Lyric Street Records | 3 | 43 | —  | —  | - US: 2× Platinum                 |
| Melt                                                                    | - 2-й студийный альбом - Релиз: 29.10.2002 - Label: Lyric Street          | 1 | 5  | 49 | —  | - CAN: Gold - US: 3× Platinum     |
| Feels Like Today                                                        | - 3-й студийный альбом - Релиз: 28.09.2004 - Label: Lyric Street          | 1 | 1  | 30 | —  | - CAN: Platinum - US: 5× Platinum |
| Me and My Gang                                                          | - 4-й студийный альбом - Релиз: 4.4.2006 - Label: Lyric Street            | 1 | 1  | 4  | —  | - CAN: Platinum - US: 5× Platinum |
| Still Feels Good                                                        | - 5-й студийный альбом - Релиз: 25.09.2007 - Label: Lyric Street          | 1 | 1  | 3  | 64 | - US: 2× Platinum                 |
| Unstoppable                                                             | - 6-й студийный альбом - Релиз: 7.4.2009 - Label: Lyric Street            | 1 | 1  | 7  | —  | - US: Platinum                    |
| Nothing Like This                                                       | - 7-й студийный альбом - Релиз: 16.11.2010 - Label: Big Machine           | 1 | 6  | 14 | —  | - US: Platinum                    |
| Changed                                                                 | - 8-й студийный альбом - Релиз: 3.04.2012 - Label: Big Machine Records\   | 1 | 3  | 10 | —  |                                   |
| Rewind                                                                  | - 9-й студийный альбом - Релиз: 13.05.2014 - Label: Big Machine Records\  | 1 | 5  | 7  | 2  |                                   |
| «—» denotes releases that did not chart or not released to that country |                                                                           |   |    |    |    |                                   |

### Кантри-синглы № 1 в США
- «These Days» (2002) (3 недели на № 1)
- «Mayberry» (2004)
- «Bless the Broken Road» (2005) (5 недель)
- «Fast Cars and Freedom» (2005) (3 недели)
- «What Hurts the Most» (2006) (4 недели)
- «My Wish» (2006)
- «Stand» (2007)
- «Take Me There» (2007) (3 недели)
- «Here» (2009) (2 недели)
- «Here Comes Goodbye» (2009)
- «Why Wait» (2010) (2 недели)
- «Banjo» (2012)

## Концертные туры
- Jo Dee Messina’s Burn Tour — 2000—2001
- I Melt Tour — 2002—2003
- Brooks & Dunn’s Neon Circus & Wild West Show — 2003
- Kenny Chesney’s Guitars, Tiki Bars & Whole Lotta Love Tour — 2004
- Here’s to You Tour — 2004—2005
- Me & My Gang Tour — 2006—2007
- Still Feels Good Tour — 2007—2008
- Bob That Head Tour — 2008—2009[11]
- American Living Unstoppable Tour — 2009—2010
- Nothing Like This Tour — 2010—2011

## Награды
Группа «Rascal Flatts» имеет более 30 музыкальных наград, в том числе от имени Academy of Country Music (ACM), Country Music Television (CMT), American Music Award (AMA) и Country Music Association (CMA).
2000
- ACM Top New Vocal Duo Or Group

2002
- CMA Horizon Award
- ACM Song of the Year («I’m Movin' On»)
- ACM Top Vocal Group

2003
- CMT Flameworthy Video Music Award for Group/Duo of the Year
- CMA Vocal Group of the Year
- ACM Top Vocal Group

2004
- CMT Flameworthy Music Video Award for Group/Duo of the Year
- CMA Vocal Group
- ACM Top Vocal Group

2005
- CMT Music Award for Group/Duo of the Year
- CMA Vocal Group of the Year
- ACM Top Vocal Group

2006
- CMT Music Award for Group/Duo of the Year
- ACM Top Vocal Group
- CMA Vocal Group of the Year
- AMA Favorite Country Band, Duo or Group
- AMA T-Mobile Text-In Award
- People's Choice Awards Favorite Song from a Movie («Life Is A Highway»)
- People’s Choice Awards Favorite Song Remake («Life Is A Highway»)
- CMT Loaded Awards — Number One Digitally Active Group/Duo
- CMT Loaded Awards — Number One Streamed Music Video («What Hurts the Most»)

2007
- CMT Best Group Video of the Year («What Hurts the Most»)
- ACM Top Vocal Group
- CMA Vocal Group of the Year
- AMA Favorite Country Band, Duo or Group

2008
- People’s Choice Awards Favorite Country Song («Stand»)
- People’s Choice Awards Favorite Group
- CMT Music Award for Group Video of the Year («Take Me There»)[12]
- ACM Top Vocal Group
- ACM Humanitarian Award
- CMA Vocal Group of the Year
- AMA Favorite Country Band, Duo or Group

2009
- People’s Choice Awards Favorite Group
- ACM Top Vocal Group
- CMT Music Award for Group Video of the Year («Every Day»)
- AMA Favorite Country Band, Duo or Group

2010
- Star on the Hollywood Walk Of Fame
- ACA Decade Artist award